# Mourad Fellah
Mourad Fellah (arab. مراد فلاح, ur. 8 czerwca 1978 w Fezie) – marokański piłkarz, grający jako prawy obrońca, a następnie trener. Reprezentant kraju.

## Klub

### Początki
Zaczynał karierę w Wydad Casablanca, gdzie grał do 2008 roku.

### FAR Rabat
1 lipca 2008 roku zmienił klub na FAR Rabat. W sezonie 2010/2011 rozegrał 11 meczów, a w sezonie 2011/2012 zagrał 12 meczów, miał gola i asystę.

### Wydad Fez
1 grudnia 2012 roku przeniósł się do Wydadu Fez. W tym zespole debiut zaliczył tego samego dnia w meczu przeciwko Maghreb Fez (1:1). Zagrał cały mecz. Pierwszą asystę zaliczył 2 marca 2013 roku w meczu przeciwko Olympic Safi (2:0). Asystował przy bramce Adnane Ouardy’ego w 19. minucie. Łącznie zagrał 14 meczów, miał gola i asystę.
Karierę piłkarską zakończył 1 lipca 2013 roku.

## Reprezentacja
Mourad Fellah w reprezentacji narodowej zadebiutował 3 października 2002 roku, a rywalem Maroka był Niger (6:1 dla Maroka). Fellah grał całą drugą połowę. W sumie zagrał 4 spotkania.

## Jako trener

### Początki
Pierwszą pracą Mourada Fellaha była posada trenera w Youssoufia Berrechid. Z tym klubem związał się 1 lipca 2016 roku, a zakończył tam pracować 15 czerwca 2017 roku. Niedługo potem, bo 1 lipca 2017 roku podpisał kontrakt z Wydad Casablanca, gdzie pracował jako asystent. Asystował przy 23 spotkaniach.

### Raja Beni Mellal
1 lipca 2018 roku został trenerem Raja Beni Mellal. Na ławce trenerskiej zadebiutował 22 listopada 2018 roku w meczu przeciwko Difaâ El Jadida (porażka 1:0). Łącznie poprowadził ten zespół w 6 meczach.

### Od 2020 roku
1 marca 2020 roku został trenerem Chabab Ben Guerir. Trenerem był tam do 1 lipca tego samego roku. 30 sierpnia 2021 roku został trenerem Wydad Fès. Na stanowisku utrzymał się do 15 grudnia tego samego roku. 10 listopada 2022 roku został trenerem AS Salé. 15 listopada 2023 roku przestał tam pracować.